# Trollok
Een Trollok is een fictieve soort uit de boekencyclus Het Rad des Tijds van de fantasyschrijver Robert Jordan. De serie handelt over de eindstrijd tegen het Duister, en de trolloks zijn de vaste troepen bij iedere oorlog van de Duistere. Ze zijn dus vergelijkbaar met de Orks van J.R.R. Tolkien.
Trolloks zijn wezens van de Duistere, en zijn gemaakt door de Verzaker Aginor tijdens de Oorlog van de Schaduw. Deze kruiste mensen met dieren en zo ontstonden de trolloks die vaak iets weg hebben van beide rassen, bijvoorbeeld een man met geitenpoten, berenklauwen of de bek van een adelaar. Bij het paren van de trollok ontstaan meestal weer trolloks maar soms neemt het menselijk deel de overhand en ontstaan de Myrddraal. Trolloks doden uit plezier, zijn sluw, bedrieglijk en verraderlijk en kunnen alleen vertrouwd worden door degenen die ze vrezen. 
Gedurende een reeks oorlogen, de 'Trollok-oorlogen', trokken omvangrijke trolloklegers plunderend, moordend en verwoestend rond. Uiteindelijk werden ze verslagen en teruggedreven naar de Verwoeste Landen (de Verwording). Dit alles begon rond 1000NB en duurde ruim driehonderd jaar.